# Tropentarn (камуфляж)
Камуфляж Тропентарн (нім. Tropentarn, дослівно — тропічний камуфляж), також відомий як Вюстентарн (нім. Wüstentarn, дослівно — пустельний камуфляж) — деформаційний 3-колірний військовий камуфляж, який з 1993 року використовується Бундесвером для військових операцій у посушливих регіонах. Є пустельною версією німецького 5-колірного «лісового» камуфляжу Flecktarn, через що також відомий під назвами пустельний Flecktarn та пустельний Fleck.

## Історія

Німецький солдат у камуфляжній формі Tropentarn (Афганістан 2010)

Камуфляж Tropentarn було прийнято на озброєння Бундесвером в 1993 році для участі німецьких військових у місії Організації об'єднаних націй в Сомалі UNOSOM I. Пізніше застосовувався в Афганській війні та війні у Малі.
У 2013 році повідомлялося, що Данія розглядала камуфляж Tropentarn як можливу заміну для свого камуфляжу M/84. Пізніше новим камуфляжем було вирішено використовувати варіант шаблону MultiCam під назвою M/11.

## Візерунок

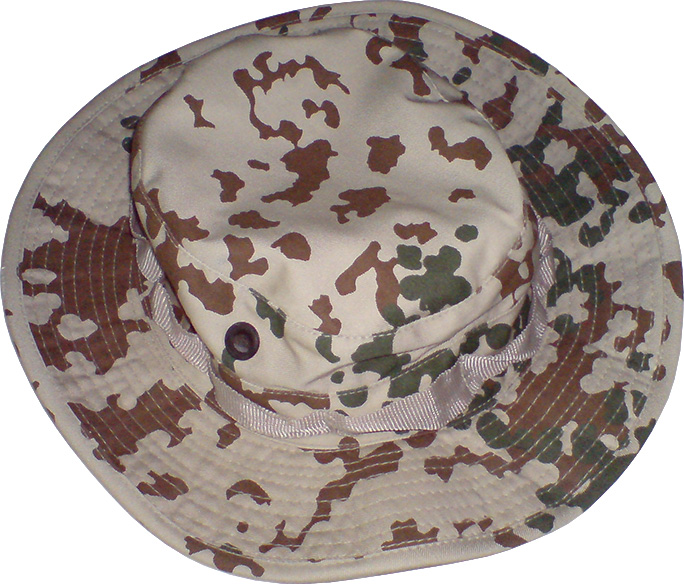
Капелюх-буні із пустельним камуфляжем Tropentarn

Офіційна назва камуфляжу Тропентарн — 3-кольоровий камуфляж Бундесверу (3-Farben-Tarndruck der Bundeswehr) — замість 5-кольорової схеми камуфляжу Flecktarn для помірних зон, що складається з двох відтінків зеленого, рудого, коричневого та чорного, на камуфляжі Тропентарн використано лише 3 кольори: базовий колір хакі (тло, що займає, 70 % поверхні) камуфляжу, коричневі плями (20 % поверхні) та темно-зелені плями (10 % поверхні).

## Користувачі
- Вірменія: використовується вірменськими миротворцями в Афганістані[5].
- Німеччина[6]
- Словенія[7]